# Zandduivel
De zandduivel of Amerikaanse zee-engel (Squatina dumeril) is een vis uit de familie van zee-engelen (Squatinidae) en behoort tot de superorde van haaien.

## Kenmerken
Deze sterk afgeplatte haai is zandkleurig, heeft vleugelachtige borstvinnen en kan een lengte bereiken van 152 centimeter en een gewicht van ruim 27 kg.

## Leefwijze
Deze dieren liggen meestal gecamoufleerd op de bodem en wachten op een passerende prooi, zoals kreeftachtigen en vissen, en halen dan bliksemsnel uit.

## Verspreiding en leefgebied
De zandduivel is een zoutwatervis. De vis komt voor in de (sub)tropische en gematigde klimaatzone en leeft hoofdzakelijk op het noordwestelijk deel van het continentaal plat in de Atlantische Oceaan. Het is een bodembewonende haai die zich ophoudt op een diepte tot 1300 m, maar meestal tussen de 40 to 250 m onder het wateroppervlak.

## Relatie tot de mens
De zandduivel is voor de visserij van beperkt commercieel belang. Over de zandduivel is verder weinig bekend. De vis staat als onzeker (data defincient) op de Rode Lijst van de IUCN.

## Voetnoot
1. 1 2  (en) Zandduivel op de IUCN Red List of Threatened Species.
2. ↑  Heupel, M.R. & Carlson, J.K. 2006. Squatina dumeril. In: IUCN 2009. IUCN Red List of Threatened Species. Version 2009.2. <www.iucnredlist.org>. Downloaded on 01 March 2010.